# Courtney Trouble
Courtney Trouble, née en 1982 à Tacoma dans la banlieue de Seattle, est une actrice et réalisatrice de films pornographiques américaine.

## Biographie
Courtney Trouble a commencé leur carrière au début des années 2000 en réponse au manque de diversité et d'inclusivité dans la pornographie traditionnelle. Leur travail s'inscrit dans une volonté de représenter des corps non conformes, des identités queer, des relations authentiques et une sexualité joyeuse, loin des stéréotypes dominants. Elle se distingue par une esthétique DIY (Do It Yourself) et une vision artistique centrée sur l'autonomisation des performeurs.
Courtney Trouble est la fondatrice de Trouble Films, une maison de production indépendante qui propose des films explicitement queer, mettant en avant des personnes LGBTQ+, racisées et/ou en marge des standards corporels traditionnels. Des œuvres comme Queer Porn TV ou Speakeasy explorent des thématiques comme le consentement, les dynamiques de pouvoir, et les formes diverses de désir.
Au-delà de leur carrière cinématographique, Courtney Trouble est également reconnue pour leur activisme en faveur des droits des travailleurs du sexe et leur critique du racisme, du sexisme et de la transphobie dans l'industrie du cinéma adulte. Leur travail a contribué à populariser le mouvement du porno queer et à ouvrir des conversations sur l'intersection entre pornographie, politique et art.

### Héritage et influence
Avec une carrière s'étalant sur deux décennies, Courtney Trouble reste une pionnière du cinéma queer, inspirant de nouvelles générations de cinéastes et d’artistes à repenser la manière dont la sexualité et les corps sont représentés à l'écran. Elle continue de collaborer avec des performeurs et des artistes pour créer un contenu qui repousse les limites de l'expression visuelle et narrative dans le domaine de la sexualité.

## Filmographie sélective
- 2009 : Seven Minutes in Heaven 2: Tender Hearted
- 2010 : Queer Porn TV: Courtney Trouble and Scout Valentine
- 2011 : Slumber Party
- 2012 : Lesbian Curves
- 2013 : Lesbian Curves 2: Hard Femme
- 2014 : Lesbian Curves 3
- 2015 : Trans Lesbians
- 2016 : Best of Michelle Austin

## Récompenses et nominations

### Récompenses
- Feminist Porn Award
  - 2009 Most Deliciously Diverse Cast : Roulette - Courtney Trouble - Nofauxxx Productions
  - 2010 Most Tantalizing Trans Film : Speakeasy - Courtney Trouble - Reel Queer Productions
  - 2011 queerporn.tv[1] - Courtney Trouble et Tina Horn
  - 2011 Most Tantalizing Trans Film : Billy Castro Does The Mission - Courtney Trouble
  - 2012 Most Deliciously Diverse Cast : FUCKSTYLES (of the queer and famous) - Courtney Trouble & Tina Horn
  - 2013 Hottest Dyke Film : Lesbian Curves - Courtney Trouble
  - 2014 Most Tantalizing Trans Film : Trans Grrls - Courtney Trouble
  - 2014 Hottest Dyke Film : Lesbian Curves 2: Hard Femme - Courtney Trouble
  - 2015 Hottest Lesbian Vignette : Lesbian Curves 3: Soft Girls and Strap Ons - Courtney Trouble
  - 2015 Hottest Trans Vignette : Trans Lesbians - Courtney Trouble